# Mimikry-Feilenfisch
Der Mimikry-Feilenfisch (Paraluteres prionurus), auch Schwarzsattel-Feilenfisch genannt, ist ein maximal zehn Zentimeter lang werdender Vertreter der Feilenfische (Monacanthidae), der in Gestalt und Farbe den giftigen Sattel-Spitzkopfkugelfisch (Canthigaster valentini) nachahmt.

## Verbreitung
Er lebt in Korallenriffen des Indopazifik von der Küste Ostafrikas bis Südafrika, Japan, dem Great Barrier Reef und Neukaledonien in Tiefen von 1 bis 25 Metern.

## Mimikry
Der Mimikry-Feilenfisch hat, um dem Sattel-Spitzkopfkugelfisch zu ähneln, eine für Feilenfische untypische breite Gestalt, ist viel bunter als die meisten anderen Feilenfische, wechselt seine Färbung nicht und hält den für die Familie charakteristischen starken ersten Rückenflossenstachel meist in einer Hautfalte verborgen. Der an sich harmlose Feilenfisch profitiert von der Giftigkeit seines Vorbildes, der von Raubfischen gemieden wird. Er ist relativ selten, auf hundert Kugelfische kommen höchstens fünf Feilenfische, und hält sich meist allein in der Nähe von Sattel-Spitzkopfkugelfischen auf. Die Nachahmung eines ungenießbaren Tieres durch harmlose Tiere zur Täuschung von Feinden wird als Bates’sches Mimikry bezeichnet.
Eine weitere weitgehend unbekannte Art der Gattung, Paraluteres arqat, ahmt den Augenfleck-Spitzkopfkugelfisch (Canthigaster solandri) nach.